# Lista de regiões portuguesas ordenadas por nascimentos
Esta é uma lista demostrando os nascimentos de cada uma das sete regiões portuguesas, ordenadas pela região e ano, mostrando os valores de cada ano desde 2011. Os dados baseiam-se nas estatísticas oficiais do Instituto Nacional de Estatística.
| Posição | Posição          | Região                       | Nascimentos (2022) | Participação (nascimentos totais) | Variação (%, desde 2021) | Variação (números, desde 2021) |
| Em 2022 | Comparada a 2021 | Região                       | Nascimentos (2022) | Participação (nascimentos totais) | Variação (%, desde 2021) | Variação (números, desde 2021) |
| ------- | ---------------- | ---------------------------- | ------------------ | --------------------------------- | ------------------------ | ------------------------------ |
| 1       | (0)              | Área Metropolitana de Lisboa | 28 319             | 33,9 %                            | 5,96 %                   | 1 594                          |
| 2       | (0)              | Região do Norte              | 26 375             | 31,4 %                            | 6,24 %                   | 1 550                          |
| 3       | (0)              | Região do Centro             | 15 707             | 18,7 %                            | 5,48 %                   | 816                            |
| 4       | (0)              | Região do Alentejo           | 5 380              | 6,4 %                             | 2,77 %                   | 145                            |
| 5       | (0)              | Região do Algarve            | 4 064              | 4,9 %                             | 1,34 %                   | 55                             |
| 6       | (0)              | Região dos Açores            | 2 068              | 2,5 %                             | 1,22 %                   | 25                             |
| 7       | (0)              | Região da Madeira            | 1 758              | 2,2 %                             | 0,80 %                   | 14                             |
|         |                  | Portugal                     | 83 915             | 100 %                             | 5,16 %                   | 4 333                          |

1. ↑  «Portal do INE». www.ine.pt. Consultado em 21 de abril de 2023